# قائمة حكام ميتاني
حكام ميتاني - قائمة ملوك مملكة ميتاني من القرن السادس عشر إلى القرن الثالث عشر قبل الميلاد.

## القائمة
(حسب التسلسل الزمني الأوسط)
| الحكام                | حكم في                          | ملاحظات |
| --------------------- | ------------------------------- | --- |
| كيرتا                 | حوالي 1540 قبل الميلاد (الأوسط) | |
| شوتارنا الأول         |                                 | ابن كيرتا |
| بارشاتار أو باراتارنا | حوالي 1510 قبل الميلاد (الأوسط) | ابن كيرتا |
| شاوشتاتار             | حوالي 1500 قبل الميلاد (الأوسط) | معاصر لإدريمي ملك ألالاخ، قام بنهب آشور                                                                           |
| أرتاتاما الأول        |                                 | أبرم معاهدة مع فرعون مصر تحتمس الرابع، وعاصر الفرعون أمنحتب الثاني                                                |
| شوتارنا الثاني        |                                 | تزوجت ابنته الفرعون أمنحتب الثالث في العام العاشر من حكمه                                                         |
| أرتاشومارا            |                                 | ابن شوتارنا الثاني، حكم لفترة قصيرة                                                                               |
| توشراتا               | حوالي 1390 قبل الميلاد (الأوسط) | معاصر للملك الحيثي سابيليوليوما الأول والفراعنة المصريين أمنحتب الثالث وأمنحتب الرابع، مذكور في رسائل تل العمارنة |
| أرتاتاما الثاني       |                                 | أبرم معاهدة مع الملك الحيثي سابيليوليوما الأول، حكم في نفس الوقت مع توشراتا                                       |
| شوتارنا الثالث        |                                 | معاصر للملك الحيثي سابيليوليوما الأول                                                                             |
| شاتيوازا أو كورتيوازا |                                 | أصبحت ميتاني مملكة تابعًة للمملكة الحيثية                                                                          |
| شاتوارا الأول         |                                 | أصبحت ميتاني مملكة تابعًة لآشور تحت حكم أداد-نيراري الأول                                                          |
| واساشاتا              |                                 | ابن شاتوارنا |
| شاتوارا الثاني        |                                 | آخر ملوك ميتاني قبل الاحتلال الآشوري                                                                              |

يجب أن تؤخذ جميع التواريخ بحذر حيث يتم وضعها فقط من خلال المقارنة مع التسلسل الزمني لدول الشرق الأدنى القديمة الأخرى.